# 우리가 사랑할 수 있을까
《우리가 사랑할 수 있을까》는 2014년 1월 6일부터 2014년 3월 11일까지 JTBC에서 방송된 월화 드라마로, 소설 《엄마에겐 남자가 필요해》를 원작으로 한 작품이다.

## 줄거리
좌충우돌 스토리와 허를 찌르는 반전이 담긴 유쾌하고도 통쾌한 드라마로 세 여자의 성장을 통해 그들이 기대하는 판타지와 일과 사랑에 대한 따뜻한 시선을 그렸다.

## 등장 인물

### 주요 인물
- 유진: 윤정완(39세) 역 - 이혼한 지 1년 된 어리바리 엄마
- 엄태웅: 오경수(35세) 역 - 칸영화제 수상에 빛나는 천재 감독
- 김유미: 김선미(39세) 역 - 골드 미스의 대표로 불리는 노처녀
- 최정윤: 권지현(39세) 역 - 모두가 부러워하는 전업주부
- 김성수: 안도영(40세) 역 - 훈남 영화사 대표

### 윤정완의 주변 인물
- 김혜옥: 양순옥(65세) 역 - 정완의 어머니
- 심형탁: 한준모(39세) 역 - 정완의 전남편
- 전준혁: 한태극(10세) 역 - 초등학교 3학년, 정완의 아들

### 김선미의 주변 인물
- 정수영: 문은주(33세) 역 - 선미의 회사 직원
- 박민우: 최윤석(29세) 역 - 선미의 회사 직원
- 한지우: 장하나(25세) 역 - 선미의 회사 직원, 여우 같은 요즘 여자

### 권지현의 주변 인물
- 임예진: 지현의 시어머니(60대 중반) 역
- 남성진: 이규식(41세) 역 - 지현의 남편
- 진지희: 이세라(15세) 역 - 지현의 딸
- 정유근: 이세진(5세) 역 - 지현의 아들
- 길용우: 지현의 아버지(60대 초반) 역
- 박효준: 권태현 역 - 매형 규식의 도움으로 고깃집 운영
- 김수진: 권유경(17세) 역 - 태현의 딸

### 오경수과 안도영의 주변 인물
- 장준유: 안경주(27세) 역 - 준모의 재혼 상대이자 도영의 동생
- 서동원: 박승룡(30세) 역 - 도영의 영화사 프로듀서
- 김기현: 도영과 경주의 아버지 역
- 김청: 도영과 경주의 어머니 역
- 김희령: 안은희 역 - 경수의 어머니, 도영의 고모

### 그 외 인물
- 김사권: 조 피디 역
- 오희준: 한동희 역
- 지영우: 오광수 역

### 특별출연
- 정동환: 영화 《유죄》 주연 배우 역 (1회)
- 김병춘: 최 대표 역 (1~2회)
- 정애연: 손희수 역 (1회)
- 정규수: 구 대표 역 (4회)
- 이재원: 변호사 역 (5회)
- 이윤미: 강수희 역 (6회)
- 김성민: 김영호 역(10~11회)
- 김현주: 김현주 역(13~14회)
- 공현주: 신윤하 역(17-18회)

## 시청률
최저 시청률과 최고 시청률은 시청률 조사회사와 지역별로 시청률에 차이가 있을 수 있습니다.
| 2014년 | 2014년   | 2014년  |
| 회차   | 방송일   | AGB닐슨 |
| ------ | -------- | ------- |
| 제1회  | 1월 6일  | 1.425%  |
| 제2회  | 1월 7일  | 1.744%  |
| 제3회  | 1월 13일 | 1.448%  |
| 제4회  | 1월 14일 | 1.805%  |
| 제5회  | 1월 20일 | 2.013%  |
| 제6회  | 1월 21일 | 1.987%  |
| 제7회  | 1월 27일 | 1.749%  |
| 제8회  | 1월 28일 | 1.987%  |
| 제9회  | 2월 3일  | 1.652%  |
| 제10회 | 2월 4일  | 1.997%  |
| 제11회 | 2월 10일 | 1.663%  |
| 제12회 | 2월 11일 | 2.270%  |
| 제13회 | 2월 17일 | 1.850%  |
| 제14회 | 2월 18일 | 2.289%  |
| 제15회 | 2월 24일 | 1.977%  |
| 제16회 | 2월 25일 | 2.049%  |
| 제17회 | 3월 3일  | 2.715%  |
| 제18회 | 3월 4일  | 2.665%  |
| 제19회 | 3월 10일 | 2.511%  |
| 제20회 | 3월 11일 | 3.087%  |

| JTBC 월화드라마                                    | JTBC 월화드라마                                          | JTBC 월화드라마                        |
| 이전 작품                                          | 작품명                                                   | 다음 작품                              |
| -------------------------------------------------- | -------------------------------------------------------- | -------------------------------------- |
| 네 이웃의 아내 (2013년 10월 14일~2013년 12월 24일) | 우리가 사랑할 수 있을까 (2014년 1월 6일~2014년 3월 11일) | 밀회 (2014년 3월 17일~2014년 5월 13일) |